# Philippe Gilbert
Philippe Gilbert (Verviers, Valonia, 5 de julio de 1982) es un ciclista belga que fue profesional entre 2003 y 2022. Era un especialista clasicómano. 
Gracias a su capacidad rodadora y su explosividad en repechos y cotas,[cita requerida] Gilbert ha conseguido amasar un gran palmarés. Es uno de los pocos ciclistas en la historia capaz de ganar en cuatro monumentos diferentes. Es el único ciclista del siglo XXI que ha conseguido ganar cuatro de los cinco monumentos ciclistas. En 2011 se convierte en el segundo ciclista en la historia que consiguió ganar el mismo año las tres clásicas del tríptico de las Ardenas. Otras de sus victorias más destacadas son el Campeonato Mundial en Ruta, ganador dos veces del Giro de Lombardía, cuatro veces de la Amstel Gold Race, dos veces de la París-Tours y de la Omloop Het Volk, además de otras clásicas como la Flecha Valona, Strade Bianche o la Clásica de San Sebastián.

## Biografía

### Infancia y afición al ciclismo
Aunque nacido en Verviers, se crio en la residencia familiar de Remouchamps (Aywaille). La provincia de Lieja, dentro de la Región Valona de Bélgica, es un entorno de larga tradición ciclista, disputándose en ella en abril dos de las tres clásicas de las Ardenas en el lapso de una semana: la Flecha Valona (el miércoles) y la Lieja-Bastoña-Lieja (el domingo). Durante su infancia, Gilbert solía acudir como espectador a ambas carreras, faltando a clase con consentimiento paterno en la tarde del miércoles para poder asistir a la Flecha Valona. Su relación con la decana Lieja-Bastoña-Lieja (la más antigua de las clásicas, y uno de los cinco monumentos) era aún mayor, dado que su hogar de Remouchamps estaba situado a los pies de La Redoute, una de las colinas emblemáticas por las que discurría la carrera año a año. En una ocasión el propio Gilbert esperó en la cuneta a que llegara el ciclista profesional Laurent Jalabert, que se encontraba entrenando en la zona de cara a la gran cita liejense, para seguirle a rueda en su subida a la cota; el belga, todavía un niño, no pudo seguir el ritmo de su ídolo.
Su familia estaba relacionada con el ciclismo. Su padre Jeannot fue corredor, y el propio Gilbert creció viajando los fines de semana para seguir a su hermano (doce años mayor que él) en las carreras en las que participaba. La familia veía también a través de la televisión las principales carreras profesionales; a Gilbert le impresionó especialmente el triunfo de un joven Lance Armstrong en el Mundial en ruta de 1993, cuando se impuso en Oslo al favorito Miguel Induráin.
Durante su infancia combinó la práctica del fútbol y el ciclismo. Con catorce años logró su primera victoria como ciclista: se impuso en el campeonato ciclista de su provincia, al llegar en solitario; según él mismo, ese día descubrió el placer de la victoria. Animado, dejó el fútbol y se forjó en carreras tipo critérium y de ciclocrós.
1992. Más.

### Ciclismo profesional

#### Debut y progresión en la Française des Jeux
Gilbert corrió como profesional en 2003 en el equipo francés Française des Jeux. Durante esta etapa consiguió su primera victoria ganando una etapa en el Tour del Porvenir. En la temporada de 2004 comenzó ganando una etapa en el Tour Down Under así como la clasificación de mejor joven. Participó en la prueba ciclista en ruta de las Olimpiadas 2004 donde terminó en el puesto 49. También ganó la París-Corrèze. En 2005 ganó varias carreras en Francia, lo que le permitió ganar la Copa de Francia de Ciclismo en ruta. Estas victorias incluyeron Trophée des Grimpeurs, el Tour de Haut-Var y el Polynormande. Gilbert también ganó etapas en los Cuatro Días de Dunkerque y en el Tour del Mediterráneo.

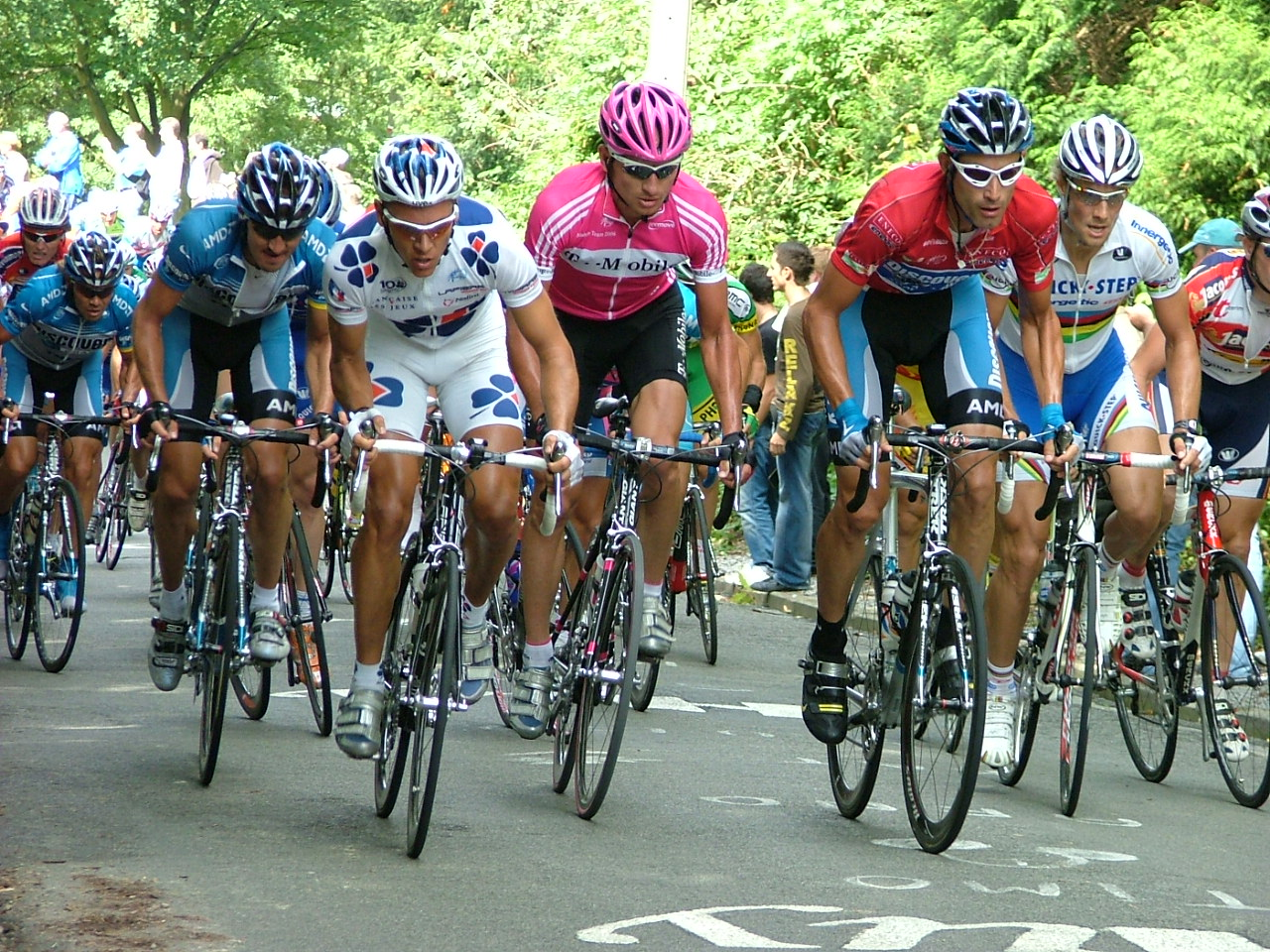
En cabeza del pelotón en el Eneco Tour de 2006.

En 2006 sería su año más exitoso al ganar la prestigiosa Omloop Het Volk después de atacar varias veces hasta que se marchase solo con 7 kilómetros por delante. En este año también ganó el G. P. de Fourmies y el Gran Premio de Valonia así como etapas en Dauphiné Libéré y el Tour del Benelux
A principios de 2007 tuvo un cáncer de piel que le fue quitado de su muslo. A causa de esto Gilbert tuvo que retrasar el principio de temporada. Esto no lo paró, intentándolo de nuevo en la Milán-San Remo, donde logró escaparse con Riccardo Riccò antes de la captura a 1200 metros de la línea de llegada. Él no pudo conseguir ninguna victoria durante la temporada hasta el Tour de Limousin, donde reclamó su única victoria en 2007 ganando una etapa. En la París-Tours fue cogido a 500 metros acompañando a Karsten Kroon y Filippo Pozzato
Gilbert comenzó su temporada de 2008 ganando la clasificación de la montaña en el Tour Down Under y la clasificación general de Al-bien así como dos etapas de la Challenge de Mallorca. Más tarde, ganó Het Volk por segunda vez en su carrera después de un ataque en solitario a 50 kilómetros de meta.

##### 2009
En la temporada 2009 Gilbert comienza con una caída en el Gran Premio Ciclista la Marsellesa. Es entonces incapaz de defender su título en la semiclásica Omloop Het Volk, sin embargo, terminó en el grupo de los favoritos que ganaría Thor Hushovd. En la París-Niza, fue de nuevo obligado a abandonar durante la quinta etapa debido a un dolor muscular. Este dolor fue a causa de la mala adaptación al material de su nuevo equipo.

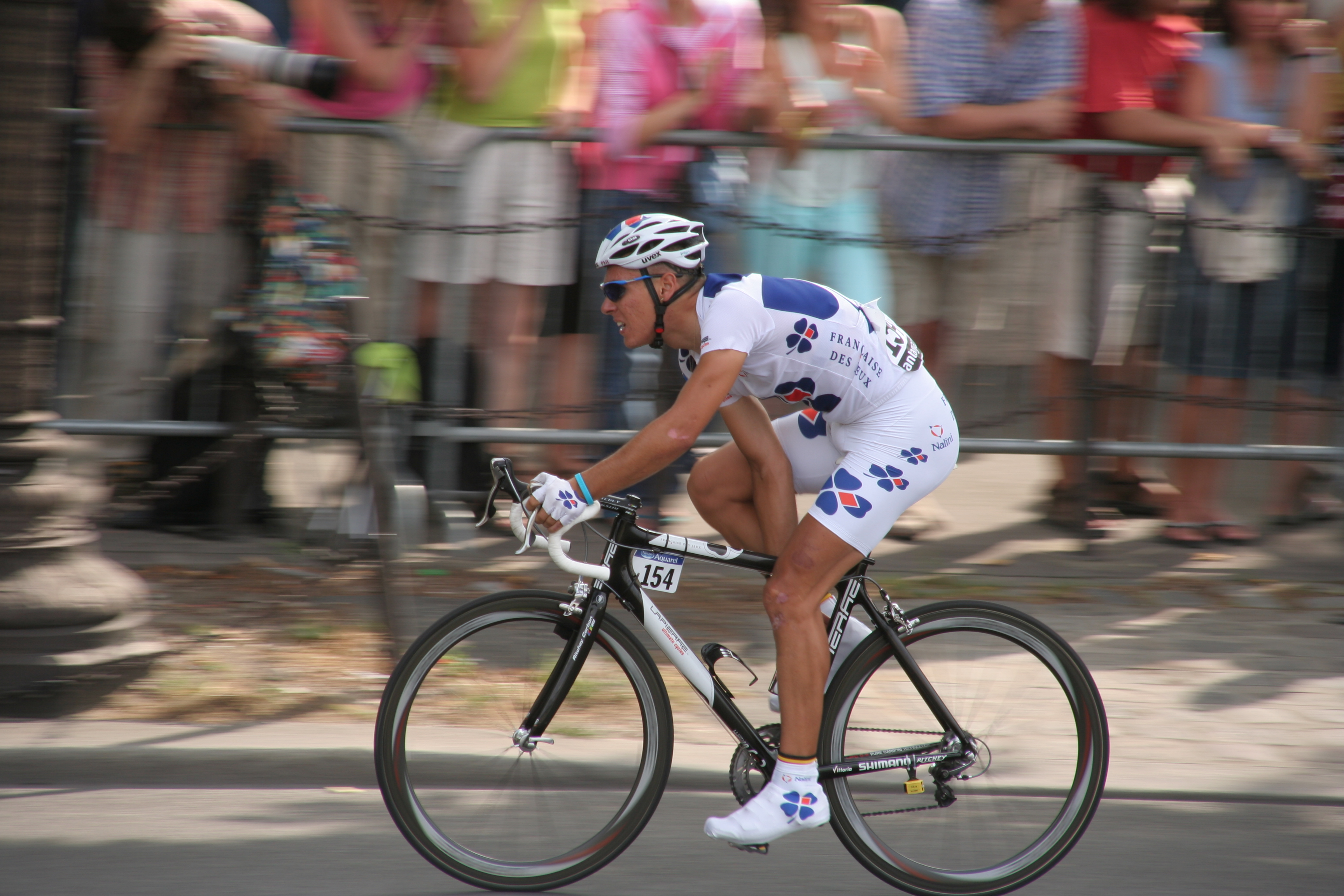
Philippe Gilbert

En la Milán-San Remo, el principal objetivo de la temporada no pudo disputar el sprint ganado por Mark Cavendish y ocupa el 23.er lugar. La forma de Gilbert luego, gradualmente mejora en las clásicas de Flandes. Destaca sobre todo la Flecha Brabanzona, donde terminó en un respetable noveno puesto. En el Tour de Flandes, demuestras su buena forma en los muros de Grammont y el Bosberg, así como su exceso de velocidad donde lidera el grupo de favoritos. Sin embargo, Stijn Devolder se escapó a veinte kilómetros de la meta para ganar el Tour de Flandes, Philippe Gilbert termina en el podio llegando con el pelotón. A continuación, hace caso omiso de la París-Roubaix para centrarse mejor las Clásicas de las Ardenas. Fue cuarto en la Amstel Gold Race. Tomó la salida de la Flecha Valona, donde terminó muy por detrás del ganador Davide Rebellin. Luego en la Lieja-Bastogne-Lieja, la carrera de los sueños para Gilbert, un nativo de Remouchamps al pie de la famosa Costa de La Redoute. Atacó a unos treinta kilómetros para escaparse, sin embargo, no pudo hacer frente al ataque de Andy Schleck, que le superó ganando en Lieja. Gilbert terminó en cuarto lugar.
Decide correr el Giro de Italia en lugar del Tour de Francia. En el Giro, ganó la penúltima etapa en las alturas de Anagni. Más adelante gana la general y una etapa en la Ster Elektrotoer y consigue un segundo puesto en el Campeonato de Bélgica por detrás de Tom Boonen. Después de un duro entrenamiento en Livigno, necesita correr a finales de julio el Tour de Valonia antes de tomar el liderazgo del equipo Omega Pharma-Lotto en Assen, para tomar partida en la Vuelta a España, trampolín para perfeccionar su forma física antes de los mundiales.
En los campeonatos del mundo de Mendrisio, no logra entrar en la escapada a los pies de la última dificultad montañosa y ocupa el sexto lugar.
Se muestra invicto en las cuatro últimas carreras después de ganar en diez días la Coppa Sabatini, la París-Tours ganando a Tom Boonen al sprint, el Giro del Piamonte y el Giro de Lombardía.

#### Eclosión y grandes triunfos en Lotto

##### 2010

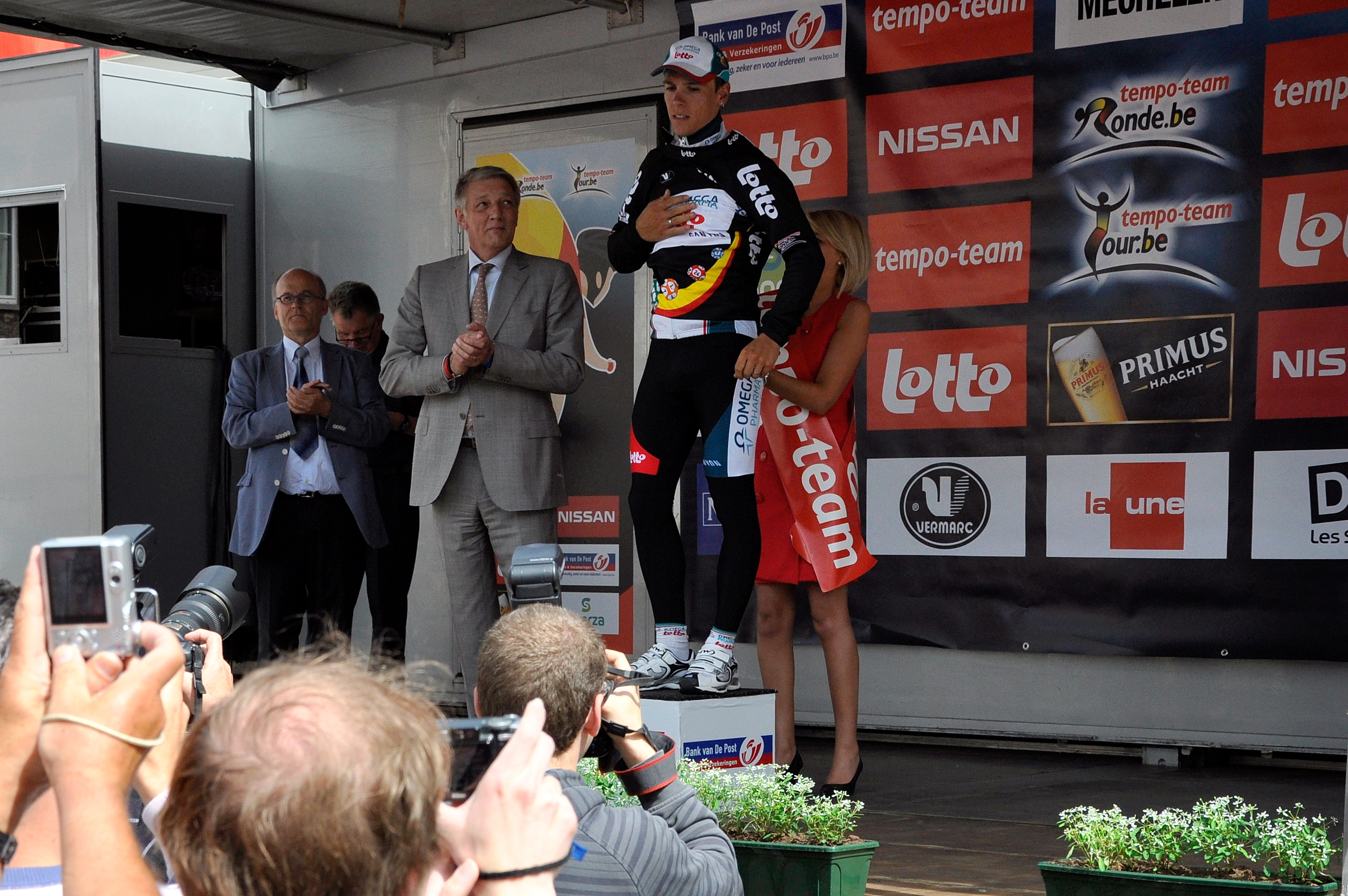
En el pódium de la Vuelta a Bélgica 2010.

En 2010, termina noveno de la Milán-San Remo después de haber lanzado un ataque en el Poggio. Tres semanas más tarde, termina por segunda vez tercero en el Tour de Flandes.
En la Amstel Gold Race en los Países Bajos, se adjudica la victoria por medio de un ataque en la última ascensión y aporta a su equipo la primera victoria de la temporada. Al día siguiente anuncia que él amplia su contrato con el Omega Pharma-Lotto durante dos temporadas más. Gilbert sigue su campaña en las Árdenas quedando 6.º en la Flecha Valona, unos diez segundos por detrás del ganador Cadel Evans. Con estos buenos resultados, el ciclista belga fue anunciado como principal favorito de la Lieja-Bastoña-Lieja, una carrera que admite que sueña con ganar. Terminó 4.º como en la edición anterior, superado por Alejandro Valverde en el sprint en la lucha por el podio. Este último fue finalmente suspendido y Gilbert recuperó la tercera posición. Es aquí cuando alcanzó la cabeza del UCI World Ranking. Perdió su plaza de líder enseguida por culpa de la victoria de Valverde en el Tour de Romandía. Después de la descalificación del español recupera su posición de número 1, aunque se la cede a Cadel Evans a finales de mayo.
Su objetivo siguiente es la Vuelta a Suiza. Para ello, se prepara en la Vuelta a Bélgica, donde ganó la primera etapa
 y se mantiene en la lucha por la victoria. Terminó cuarto en su vuelta nacional. Su Vuelta a Suiza no es tan buena como esperaba y tuvo que abandonar en la séptima etapa. A finales del mes, termina de nuevo segundo en el Campeonato de Bélgica de ciclismo en ruta, superado esta vez por Stijn Devolder quien se impuso en solitario.
En la preparación de los campeonatos del mundo, gana la tercera etapa y la novena etapa de la de la Vuelta a España y es durante cinco días maillot rojo de la prueba. Favorito en los mundiales de Melbourne, se prepara durante varios meses: Estoy al 100%, me he preparado como nunca, desde hace cuatro meses estoy pensando en los mundiales. Durante la carrera, atacó en la primera subida de la última vuelta y se encontró solo en la cabeza, al verse en esa situación, como nadie le seguía y le daba el viento de cara, decidió parar, al saber que le iban a neutralizar.Al final de la carrera quedó en decimoctava posición

Después de los campeonatos del mundo, gana por segundo año consecutivo el Giro del Piamonte y el Giro de Lombardía. Este último clásico se disputa con mucho frío, lluvia y niebla. Philippe Gilbert termina tercero en el UCI World Ranking.

##### 2011
Nos encontramos definitivamente ante la temporada de su eclosión como super clasicómano. Empieza el año ganando una etapa en la Vuelta al Algarve y otra en la Tirreno Adriático, en ambas carreras demuestra una estupenda visión de carrera y una increíble habilidad para subir repechos duros de no más de cuatro o cinco kilómetros. Sus actuaciones en Portugal e Italia situaban a Gilbert como uno de los favoritos para las clásicas de primavera que se iban a avecinar.
El mes de marzo, lo empieza ganando, algo que va a ser habitual en Gilbert todo el año, se impone en la Montepaschi Eroica, una durísima clásica por la que los ciclistas tienen que recorrer antiguos caminos de tierra con repechos duros y prolongados, por delante de corredores como Damiano Cunego, Alessandro Ballan, Greg Van Avermaet o Fabian Cancellara. Gilbert llega a la primera gran cita de la temporada, la Milán-San Remo, como uno de los favoritos, intenta diversos ataques tanto en el Poggio como en los kilómetros finales, pero al final solo puede hacer 3.º siendo superado por Matthew Goss y Fabian Cancellara.
Así acaba el mes de marzo de Gilbert. Abril empieza con el corredor belga asegurando que llega en plena forma para ganar el Tour de Flandes. En la carrera flamenca, Gilbert lanza un durísimo ataque en la colina del Bosberg, a catorce kilómetros del final, rompiendo el grupo de favoritos y marchándose solo a por una victoria que se le resistía, pero no pudo ser, Nick Nuyens, Sylvain Chavanel y nuevamente Fabian Cancellara sobrepesan a un extenuado Gilbert que solo pudo ser 9.º en el sprint final.
Tras la decepción de Flandes, Gilbert se impone en la Flecha Brabanzona, el preludio de las clásicas de las Árdenas, a su compatriota Bjorn Leukemans. Luego gana con una facilidad pasmosa la Amstel Gold Race ante una gran concurrela, se impone a corredores como Joaquim Rodríguez, Simon Gerrans, Jakob Fuglsang u Óscar Freire.
Lieja-Bastoña-Lieja, ese era el gran reto de la temporada para Gilbert, la clásica que siempre le ha enamorado, la clásica en la que vio las exhibiciones de sus ídolos: Michele Bartoli, Frank Vandenbroucke, etc. Pero antes de encarar la clásica de su tierra, asegura que irá a la Flecha Valona sin presión, solo para preparar la Lieja. Sin embargo, el desarrollo de la carrera nos dejará una de las mayores exhibiciones que se han dado en el clásico Muro de Huy, en el que Gilbert se impondrá nuevamante a Joaquim Rodríguez y a otro español, Samuel Sánchez.
Llega la Lieja, y Gilbert por fin cumple su sueño, después de realizar una grandísima carrera, se escapa con Andy Schleck y Frank Schleck juntándose con Greg Van Avermaet que venía de la fuga. A más de cinco kilómetros para la meta, tras un ataque en la Coté de Saint Nicolas consigue descolgar a Van Avermaet y se impondrá claramente al sprint ante los hermanos Schleck, entrando en la historia, al ser el único ganador el mismo año de Flecha Brabanzona, Amstel Gold Race, Flecha Valona y Lieja-Bastoña-Lieja. Tras estas 3 victorias consecutivas, logra ubicarse al tope de la clasificación del UCI WorldTour.

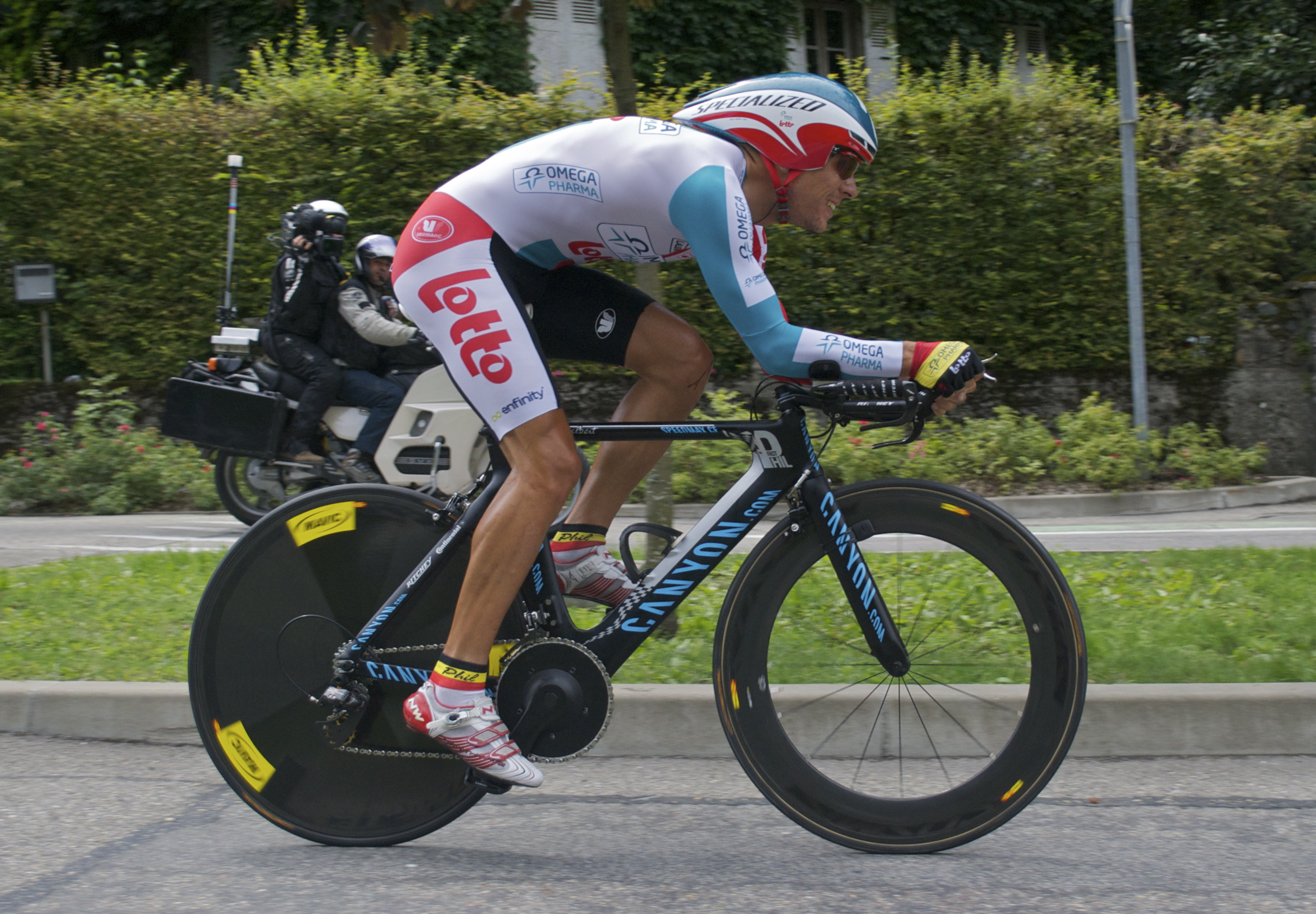
Philippe Gilbert en el Tour de Francia

Gilbert se estaba convirtiendo en el corredor del año, pero aquí no acaba la cosa. A finales del mes de mayo, ganará una etapa y la general de la Vuelta a Bélgica, convirtiéndose en un héroe y en el ciclista de moda para todo el país. Luego ganará una etapa y la general de una carrera holandesa, la ZLM Toer, donde se ve que Gilbert va a llegar en plena forma, tanto al campeonato nacional belga como al Tour de Francia. Como aperitivo al Tour, Gilbert se proclama campeón belga. Empieza el Tour de Francia con un objetivo principal, ganar la primera etapa, que se adopta a sus características, y ser el primer líder, objetivo que cumple. Gilbert peleará con Mark Cavendish y José Joaquín Rojas hasta el final del Tour por la clasificación de la regularidad, además de estar cerca de la victoria en un par de etapas.
Tras el Tour se impone en la clásica española por excelencia, la Clásica de San Sebastián, con la inestimable colaboración de su compatriota Jelle Vanendert. Gilbert realiza un tremendo ataque el Alto de Miracruz a cuatro kilómetros para la meta que nadie pudo responder, completaron el pódium de la prueba Carlos Barredo y su compatriota Greg Van Avermaet.
Su fantástico mes de agosto se completará con la victoria de una etapa en el Eneco Tour 2011, en el que quedará segundo en la clasificación general tras Edvald Boasson Hagen, y por último completa este mes veraniego imponiéndose con claridad en el campeonato belga de contrarreloj.
En ese mes se anunció su fichaje por el equipo BMC para 2012, por lo tanto comparte equipo con el ganador del Tour de Francia, Cadel Evans y con el campeón del mundo en ruta de 2010, Thor Hushovd.
En septiembre continúa su tremenda racha de victorias, imponiéndose en la clásica canadiense, Gran Premio de Quebec a Robert Gesink y es tercero en el Gran Premio de Montreal. Con estas posiciones recupera la primera posición del UCI WorldTour, que había perdido a manos de Cadel Evans tras el Tour de Francia. Con carreras favorables para Gilbert como el Gran Premio de Montreal, el Campeonato del Mundo en Ruta, el Giro del Piamonte o el Giro de Lombardía, Philippe puede completar una temporada histórica, probablemente una de las mejores temporadas, si no la mejor temporada de nuestro siglo que un ciclista ha realizado.

#### Paso al BMC y Campeonato Mundial

##### 2012-2016
Para la temporada 2012 Gilbert cambió de aires y pasó al equipo estadounidense BMC Racing Team, sin triunfos durante la primera parte de la temporada, puso fin a su sequía en la Vuelta a España, en donde conseguiría dos etapas; pero su gran triunfo vendría el 23 de septiembre, en los campeonatos mundiales celebrados en Valkenburg, un recorrido en donde venció en forma solitaria luego de atacar en el Cauberg, a algo más de 2 kilómetros para el final. Tras él llegaron el noruego Edvald Boasson Hagen y el español Alejandro Valverde.
Con el maillot arco iris durante el 2013 sólo logró una victoria, la duodécima etapa en la Vuelta a España con final en Tarragona. En el 2014 volvería a poner su nombre por tercera vez en la Amstel Gold Race, también cerraría muy bien el final de temporada al llevarse la última edición del Tour de Pekín, por delante del irlandés Daniel Martin y el colombiano Esteban Chaves.
En la Amstel Gold Race de 2015, Gilbert no pudo repetir su victoria de 2014 y quedó décimo después de haber atacado en la última subida del día, el Cauberg. Consiguió su primera victoria de la temporada en el Giro de Italia, superando al grupo de cabeza en una fuerte pendiente al final de la etapa 12. Repitió en la etapa 18, en la que participó en la escapada del día y finalizó ganando en solitario.
Gilbert consiguió su primera victoria de la temporada 2016 en febrero en la Vuelta a Murcia, ganando el sprint de un grupo de cuatro hombres, y en junio ganó el Campeonato Nacional de Bélgica de Ciclismo en Carretera.

#### Fichaje por Quick-Step y dos Monumentos más

##### 2017-2019

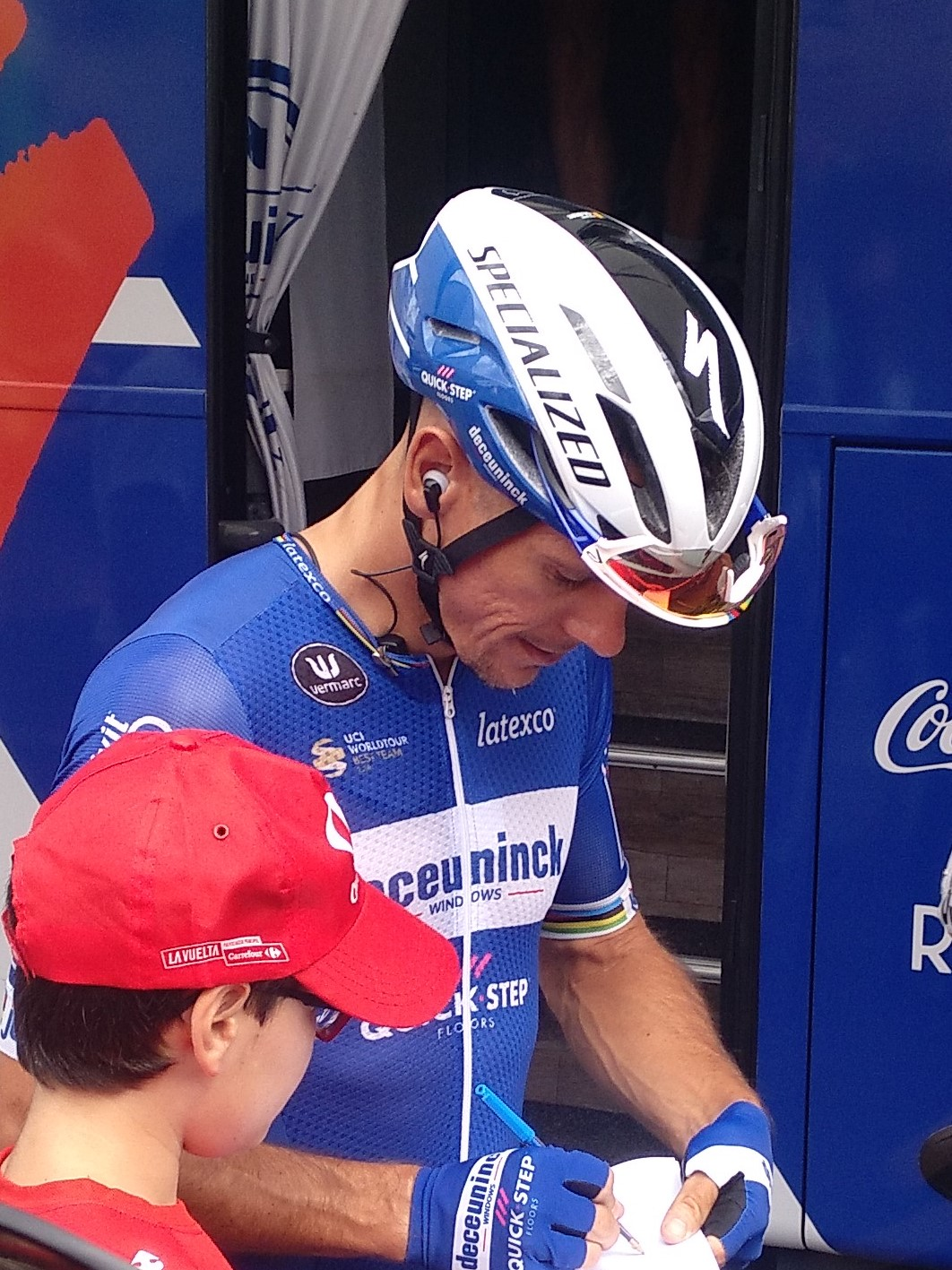
Gilbert en la salida de la 13.ª etapa de la Vuelta a España 2019 en Bilbao, un día después de conseguir la victoria de etapa.

Después de 5 temporadas con BMC Racing Team, Gilbert se unió al Quick-Step Floors para la temporada 2017. Comenzó con un 2.º puesto en el E3 Harelbeke por detrás de Greg Van Avermaet y por delante de Oliver Naesen. Tres días después, ganó el Tour de Flandes tras un ataque en solitario en el Oude Kwaremont y mantener a raya el resto de rivales en los 55 kilómetros restantes. Unos días antes también había ganado los Tres Días de La Panne. Dos semanas después ganó la Amstel Gold Race por cuarta vez y se convirtió en el tercer ciclista en ganar el Tour de Flandes y la Amstel Gold Race en el mismo año. Los otros dos son Jan Raas y Eddy Merckx. Más tarde se supo que ganó la carrera a pesar de haber corrido los últimos 130 kilómetros de la carrera con una pequeña rotura de riñón. La lesión requirió tratamiento en el hospital después de la carrera, y lo descartó de Flecha Valona y Lieja-Bastoña-Lieja.
A últimos de agosto de 2019, fue seleccionado en el ocho que acudiría la Vuelta a España. La primera etapa fue una contrarreloj por equipos en donde el conjunto belga consiguió ser segundo en meta a tan solo 2 segundos del vencedor el Astana Pro Team. En la 12.ª etapa con llegada en Bilbao, consiguió ser parte de la escapada formada por 19 ciclistas. En el Alto de Arraiz, la última cota puntuable de la etapa, atacó separándose de sus perseguidores Alex Aranburu y Fernando Barceló, a los que mantuvo la distancia hasta la línea de meta donde logró su décima victoria en una gran vuelta. Días más tarde en la 17.ª etapa, volvió a formar parte de la fuga que contaba con más de 30 ciclistas, compartiendo fuga con varios compañeros de equipo. Ya a falta de 10 kilómetros para la meta, su compañero Zdeněk Štybar atacó siendo neutralizado a menos 1 kilómetro, cuando salió del grupo Sam Bennett al que Gilbert cogió la rueda. A falta de 200 metros, Gilbert rebasó al irlandés logrando su segunda victoria en la edición de la ronda española, y ganó la distinción del Ruban Jaune.

#### 2020: Regreso al Lotto Soudal
El 19 de agosto de 2019 el Lotto Soudal anunció su regreso al equipo ocho años después de su marcha firmando un contrato por tres temporadas. Su temporada comenzó en la Vuelta a la Comunidad Valenciana y la Vuelta al Algarve. En la Omloop Het Nieuwsblad finalizó 8.º tras no poder seguir el corte bueno. Participó en la París-Niza, sin demasiado protagonismo más allá de su presencia en algún corte. Tras la pandemia del coronavirus reanudó la competición en la Strade Bianche, carrera en la cual no encontró su mejor versión. Disputó la Milán-Turín antes de correr la Milán-San Remo, prueba donde optaba a conseguir el último monumento que faltaba en su palmarés para obtener el logro de haber ganado todos los monumentos. Finalmente no pudo seguir el corte ganador y concluyó en noveno lugar.
Al finalizar la temporada 2022 puso fin a su carrera como ciclista profesional.

## Palmarés
| 2002 - Tríptico de las Ardenas 2003 - 1 etapa del Tour del Porvenir 2004 - 1 etapa del Tour Down Under - París-Corrèze 2005 - 1 etapa de los Cuatro días de Dunkerque - 1 etapa del Tour del Mediterráneo - Trofeo de los Escaladores - Tour de Haut-Var - Polynormande - Copa de Francia (ver nota) 2006 - 1 etapa de la Dauphiné Libéré - Omloop Het Volk - 1 etapa del Tour del Benelux - Gran Premio de Valonia - G. P. de Fourmies - 2.º en el Campeonato de Bélgica en Ruta 2007 - 1 etapa del Tour de Limousin - 2.º en el Campeonato de Bélgica Contrarreloj - 3.º en el Campeonato de Bélgica en Ruta 2008 - Challenge Vuelta a Mallorca, más 2 trofeos (Trofeo Mallorca y Trofeo Sóller) - Omloop Het Volk - Le Samyn - París-Tours 2009 - 1 etapa del Giro de Italia - Ster Elektrotoer, más 1 etapa - 2.º en el Campeonato de Bélgica en Ruta - Coppa Sabatini - París-Tours - Giro del Piamonte - Giro de Lombardía 2010 - Amstel Gold Race - 1 etapa de la Vuelta a Bélgica - 2.º en el Campeonato de Bélgica en Ruta - 2 etapas de la Vuelta a España - Giro del Piamonte - Giro de Lombardía - 2.º en el UCI World Ranking 2011 - 1 etapa de la Vuelta al Algarve - Strade Bianche - 1 etapa de la Tirreno-Adriático - Flecha Brabanzona - Amstel Gold Race - Flecha Valona - Lieja-Bastoña-Lieja - Vuelta a Bélgica, más 1 etapa - ZLM Toer, más 1 etapa - Campeonato de Bélgica en Ruta - 1 etapa del Tour de Francia - Clásica San Sebastián - 1 etapa del Eneco Tour - Campeonato de Bélgica Contrarreloj - Gran Premio de Quebec - Gran Premio de Valonia - UCI WorldTour | 2012 - 3.º en el Campeonato de Bélgica Contrarreloj - 2 etapas de la Vuelta a España - Campeonato Mundial en Ruta 2013 - 2.º en el Campeonato de Bélgica Contrarreloj - 1 etapa de la Vuelta a España 2014 - Flecha Brabanzona - Amstel Gold Race - Ster ZLM Toer, más 2 etapas - Tour de Pekín, más 1 etapa 2015 - 2 etapas del Giro de Italia y premio de la combatividad - Gran Premio Pino Cerami - 1 etapa del Tour de Valonia 2016 - Vuelta a Murcia - 2 etapas del Tour de Luxemburgo - Campeonato de Bélgica en Ruta 2017 - Tres Días de La Panne, más 1 etapa - Tour de Flandes - Amstel Gold Race - 1 etapa de la Vuelta a Suiza 2018 - 2.º en el Campeonato de Bélgica en Ruta - Gran Premio de Isbergues 2019 - 1 etapa del Tour La Provence - París-Roubaix - 2 etapas de la Vuelta a España 2022 - Cuatro Días de Dunkerque, más 1 etapa |

## Resultados

### Grandes Vueltas
| Carrera | Carrera         | 2002 | 2003 | 2004 | 2005 | 2006  | 2007 | 2008  | 2009 | 2010 | 2011 | 2012 | 2013 | 2014 | 2015 | 2016 | 2017 | 2018 | 2019 | 2020 | 2021 | 2022 |
| ------- | --------------- | ---- | ---- | ---- | ---- | ----- | ---- | ----- | ---- | ---- | ---- | ---- | ---- | ---- | ---- | ---- | ---- | ---- | ---- | ---- | ---- | ---- |
|         | Giro de Italia  | —    | —    | 32.º | —    | Ab.   | —    | —     | 97.º | —    | —    | —    | —    | —    | 39.º | —    | —    | —    | —    | —    | —    | —    |
|         | Tour de Francia | —    | —    | —    | 70.º | 108.º | Ab.  | 109.º | —    | —    | 38.º | 46.º | 62.º | —    | —    | —    | Ab.  | Ab.  | —    | Ab.  | 99.º | 75.º |
|         | Vuelta a España | —    | —    | —    | —    | —     | 69.º | Ab.   | 54.º | 50.º | —    | 59.º | Ab.  | 45.º | —    | Ab.  | —    | —    | 32.º | —    | —    | —    |

### Clásicas, Campeonatos y JJ. OO.
| Carrera                 | Carrera                 | 2002 | 2003 | 2004 | 2005          | 2006          | 2007          | 2008 | 2009          | 2010          | 2011          | 2012 | 2013          | 2014          | 2015          | 2016 | 2017          | 2018          | 2019          | 2020          | 2021  | 2022  |
| ----------------------- | ----------------------- | ---- | ---- | ---- | ------------- | ------------- | ------------- | ---- | ------------- | ------------- | ------------- | ---- | ------------- | ------------- | ------------- | ---- | ------------- | ------------- | ------------- | ------------- | ----- | ----- |
| Omloop Het Nieuwsblad   | Omloop Het Nieuwsblad   | —    | —    | —    | 21.º          | 1.º           | 11.º          | 1.º  | 15.º          | 26.º          | 43.º          | 31.º | —             | —             | 8.º           | Ab.  | 13.º          | 5.º           | 8.º           | 8.º           | 5.º   | 40.º  |
| Strade Bianche          | Strade Bianche          | X    | X    | X    | X             | X             | —             | —    | —             | —             | 1.º           | 48.º | —             | —             | —             | —    | —             | 36.º          | —             | 25.º          | —     | —     |
|                         | Milán-San Remo          | —    | —    | 14.º | 6.º           | 32.º          | 21.º          | 3.º  | 23.º          | 9.º           | 3.º           | 87.º | 32.º          | 13.º          | 55.º          | —    | 29.º          | 75.º          | 68.º          | 9.º           | 72.º  | 144.º |
| A Través de Flandes     | A Través de Flandes     | —    | —    | 76.º | —             | —             | —             | —    | —             | —             | —             | —    | —             | —             | —             | —    | 2.º           | —             | Ab.           | X             | —     | —     |
| E3 BinckBank Classic    | E3 BinckBank Classic    | —    | —    | —    | —             | Ab.           | 7.º           | —    | —             | —             | —             | Ab.  | 48.º          | —             | —             | —    | 2.º           | 2.º           | 11.º          | X             | Ab.   | —     |
| Gante-Wevelgem          | Gante-Wevelgem          | —    | —    | —    | —             | 29.º          | 45.º          | 62.º | —             | 3.º           | 36.º          | 75.º | 42.º          | —             | —             | —    | —             | 17.º          | 22.º          | —             | Ab.   | —     |
|                         | Tour de Flandes         | —    | Ab.  | —    | —             | Ab.           | 25.º          | 15.º | 3.º           | 3.º           | 9.º           | 75.º | —             | —             | —             | —    | 1.º           | 3.º           | Ab.           | —             | —     | —     |
|                         | París-Roubaix           | —    | —    | —    | —             | —             | 52.º          | —    | —             | —             | —             | —    | —             | —             | —             | —    | —             | 15.º          | 1.º           | X             | 29.º  | 30.º  |
| Flecha Brabanzona       | Flecha Brabanzona       | —    | —    | —    | —             | —             | Ab.           | 2.º  | 9.º           | 5.º           | 1.º           | 12.º | 2.º           | 1.º           | 1.º           | —    | 15.º          | —             | —             | —             | —     | Ab.   |
| Amstel Gold Race        | Amstel Gold Race        | —    | —    | 34.º | —             | 68.º          | —             | 29.º | 4.º           | 1.º           | 1.º           | 6.º  | 5.º           | 1.º           | 10.º          | 81.º | 1.º           | 13.º          | 30.º          | X             | —     | 58.º  |
| Flecha Valona           | Flecha Valona           | —    | —    | 69.º | —             | 21.º          | 19.º          | 21.º | 35.º          | 6.º           | 1.º           | 3.º  | 7.º           | 10.º          | Ab.           | 91.º | —             | 24.º          | —             | —             | 70.º  | —     |
|                         | Lieja-Bastoña-Lieja     | —    | Ab.  | 40.º | Ab.           | 37.º          | 16.º          | 91.º | 4.º           | 3.º           | 1.º           | 16.º | 7.º           | 8.º           | 36.º          | —    | —             | 31.º          | 58.º          | —             | 102.º | 46.º  |
| Clásica San Sebastián   | Clásica San Sebastián   | —    | —    | —    | 43.º          | —             | 83.º          | —    | —             | 42.º          | 1.º           | 26.º | 27.º          | Ab.           | 2.º           | 58.º | Ab.           | —             | —             | X             | —     | —     |
| Bretagne Classic        | Bretagne Classic        | —    | —    | 22.º | 13.º          | 22.º          | —             | —    | 19.º          | 43.º          | 57.º          | —    | —             | —             | 51.º          | —    | 43.º          | —             | —             | —             | —     | 18.º  |
| Gran Premio de Quebec   | Gran Premio de Quebec   | X    | X    | X    | X             | X             | X             | X    | X             | —             | 1.º           | —    | —             | —             | 15.º          | —    | —             | —             | —             | X             | X     | X     |
| Gran Premio de Montreal | Gran Premio de Montreal | X    | X    | X    | X             | X             | X             | X    | X             | —             | 3.º           | —    | —             | —             | 9.º           | —    | —             | —             | —             | X             | X     | X     |
| París-Tours             | París-Tours             | —    | 33.º | 12.º | 25.º          | 13.º          | 27.º          | 1.º  | 1.º           | 63.º          | 67.º          | —    | —             | —             | —             | —    | —             | 8.º           | —             | —             | —     | 27.º  |
|                         | Giro de Lombardía       | —    | —    | —    | 73.º          | Ab.           | —             | —    | 1.º           | 1.º           | 8.º           | Ab.  | 20.º          | 7.º           | 33.º          | 34.º | 27.º          | —             | 54.º          | —             | —     | —     |
| JJ. OO. (Ruta)          | JJ. OO. (Ruta)          | ND   | ND   | 49.º | No se disputó | No se disputó | No se disputó | —    | No se disputó | No se disputó | No se disputó | 19.º | No se disputó | No se disputó | No se disputó | 42.º | No se disputó | No se disputó | No se disputó | No se disputó | —     | ND    |
| Mundial en Ruta         | Mundial en Ruta         | —    | Ab.  | Ab.  | 77.º          | 92.º          | 8.º           | 15.º | 6.º           | 18.º          | 17.º          | 1.º  | 9.º           | 7.º           | 10.º          | —    | 17.º          | —             | Ab.           | —             | —     | —     |
| Europeo en Ruta         | Europeo en Ruta         | X    | X    | X    | X             | X             | X             | X    | X             | X             | X             | X    | X             | X             | X             | 8.º  | —             | —             | —             | —             | Ab.   | —     |
| Bélgica en Ruta         | Bélgica en Ruta         | —    | 10.º | 6.º  | —             | 2.º           | 3.º           | 24.º | 2.º           | 2.º           | 1.º           | 54.º | 6.º           | 44.º          | —             | 1.º  | 40.º          | 2.º           | 4.º           | 22.º          | 25.º  | 36.º  |
| Bélgica Contrarreloj    | Bélgica Contrarreloj    | —    | 8.º  | —    | —             | —             | 2.º           | 6.º  | —             | —             | 1.º           | 3.º  | 2.º           | 4.º           | —             | 11.º | —             | —             | —             | —             | —     | —     |

 —: No participa

Ab.: Abandona

X: Ediciones no celebradas

## Equipos
- Française des Jeux (2003-2008)
- Lotto/Omega Pharma (2009-2011)
  - Silence-Lotto (2009)
  - Omega Pharma-Lotto (2010-2011)
- BMC Racing Team (2012-2016)
- Quick Step (2017-2019)
  - Quick-Step Floors (2017-2018)
  - Deceuninck-Quick Step (2019)
- Lotto Soudal (2020-2022)

## Reconocimientos
- Flandrien del año (2009)
- Trofeo del Mérito Deportivo en Bélgica (2009)
- Velò d'Or mejor ciclista (2011)
- Desde la Cuneta. Mejor corredor del año (2011)[35]